# Michele Melazzini
Michele Stefano Pietro Melazzini (Sondrio, 9 ottobre 1900 – Sondrio, 7 maggio 1981) è stato un banchiere e politico italiano.
Viene eletto Presidente della Provincia di Sondrio nel 1951. La sua carica sarà riconfermata altre due volte nel 1956 e nel 1960.
Nel 1964 diventa Direttore Generale della Banca Piccolo Credito Valtellinese fino al 1970.